# Dominique Blanchar
Dominique Blanchar, született Dominique Marie Thérèse Blanchard (Párizs, 1927. június 2. – Párizs, 2018. november 19.) francia színésznő.

## Filmjei

### Mozifilmek
- Le secret de Mayerling (1949)
- Decision Before Dawn (1951)
- Sor intrépida (1952)
- Drôles de phénomènes (1959)
- Ce corps tant désiré (1959)
- A kaland (L'avventura) (1960)
- Une étrange affaire (1981)
- Bella vista (1992)

### Tv-filmek
- Eugénie Grandet (1956)
- Cécile ou La Raison des femmes: Vivre à deux (1975)
- Assassinat de Concino Concini (1976)
- Egy született komikus (Un comique né) (1977)
- L'Affaire des poisons (1977)
- Lettres d'amour sur papier bleu (1980)
- C'est beau (1980)
- Le chef de famille (1982)
- Richelieu ou La journée des dupes (1983)
- Un homme va être assassiné (1984)
- Les bonnes (1985)
- Les copains de la Marne (1985)
- Stirn et Stern (1990)

### Tv-sorozatok
- Airs de France (1961, egy epizódban)
- L'inspecteur Leclerc enquête (1963, egy epizódban)
- Au théâtre ce soir (1967, egy epizódban)
- Les enquêtes du commissaire Maigret (1970–1972, öt epizódban)
- Les amours de la belle époque (1980, egy epizódban)
- Cinéma 16 (1980, egy epizódban)
- Les dossiers éclatés (1981, egy epizódban)
- Messieurs les jurés (1984, egy epizódban)
- Kedves Celine (Les passions de Céline) (1987)
- Le chevalier de Pardaillan (1988)
- Palace Hotel (1988)